# Cincizeci de lei (monedă românească)
Cincizeci de lei a fost o monedă a leului românesc. A fost introdusă în 1906, iar ultima emisiune monetară⁠(d), 1991-1996, a avut putere circulatorie, de jure, până la 1 iulie 2003.

## Istorie
Valoarea nominală de 50 lei a fost introdusă pentru prima dată în 1877 sub formă de bancnotă.

### 50 lei 1906

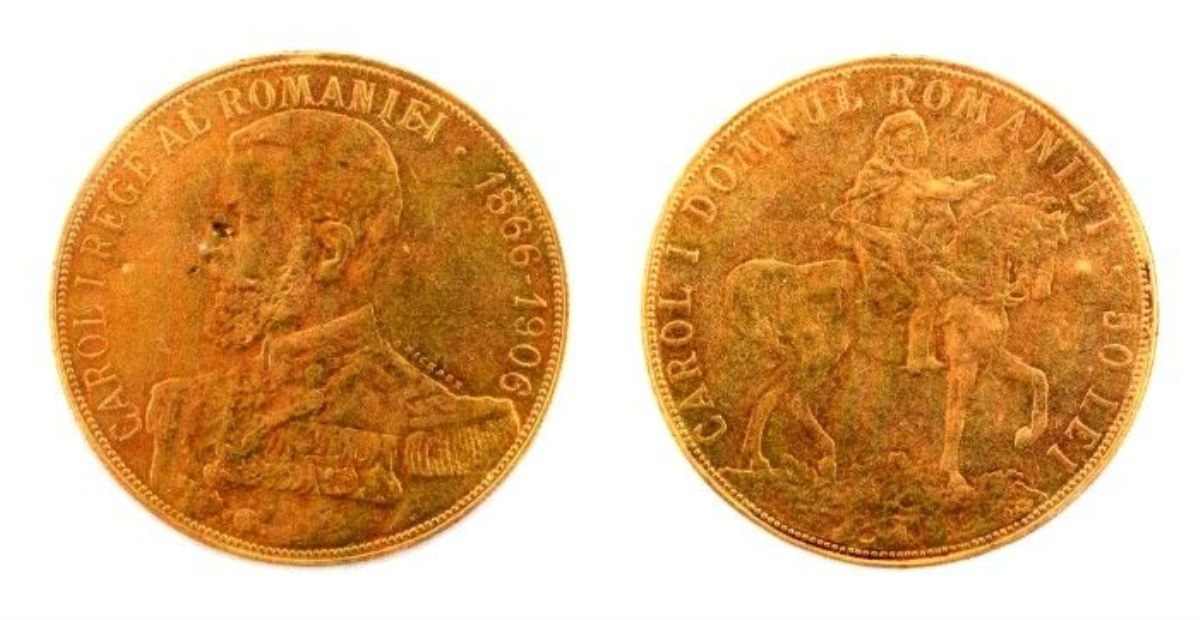
Moneda de 50 lei din 1906

La 19 decembrie 1905 a fost reglementată o lege pentru autorizarea emiterii de monede comemorative de 1, 5, 20, 50 și 100 lei pentru a marca jubileul de 40 de ani de domnie a regelui Carol I.
Moneda era realizată din 90% aur și 10% cupru, avea un diametru de 35 mm, o greutate de 16,13 g și o grosime de 0,9 mm. Aversul prezenta efigia regelui Carol I în uniformă de mare ținuta, încojurat de textul CAROL I REGE AL ROMANIEI • 1866-1906, totul într-un cerc perlat. Deasupra umărului dreapt, se găsea textul A. MICHAUX, reprezentând numele gravorului. Reversul înfățișa o reprezentare a regelui Carol I călare, spre dreapta, înconjurată de inscripția CAROL I DOMN AL ROMÂNIEI · 50 LEI, încadrate de un cerc perlat. În partea dreaptă, jos, pe cercul perlat, se găseau inițialele gravorului, A.M..

Conform relatărilor din epocă, imaginea de pe reversul monedei a fost inspirată de un tablou care îl reprezenta pe regele Carol I călare, prezentat la Expozițiunea Generală București 1906 desfășurată la Palatul Artelor din București. Deși nu există o identificare certă a picturii, este posibil ca aceasta să fie o creație a artistului polonez Tadeusz Ajdukiewicz, din 1901, care îl reprezenta pe regele Carol I călare, în timpul Războiului de Independență din 1877. Monedele au fost executate la Monetăria din Bruxelles. 

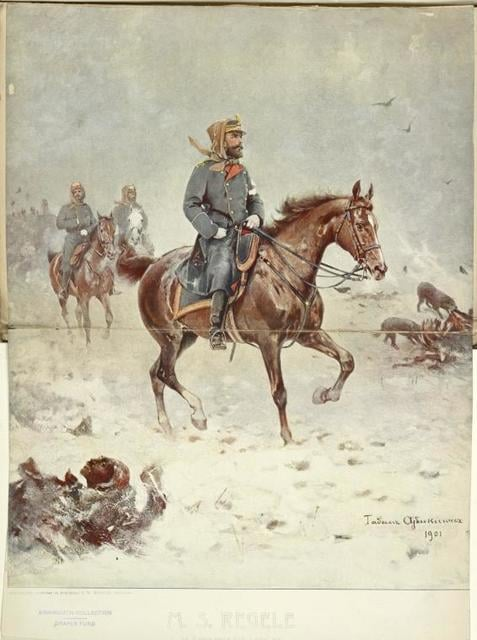
Reprezentare din 1901 regelui Carol I călare de Tadeusz Ajdukiewicz

Monedele de 50 lei au fost livrate la data de 6 mai 1906 și puse în circulație la 10 mai, împreună cu restul monedelor menționate în lege. Conform presei din epocă, în mai 1906, Chestura Camerei Deputaților a făcut plata diurnelor deputaților în monede din aur de 100, 50 și 20 lei și de 5 lei și 1 leu din argint, iar în iunie salariile profesorilor Universității din Iași au fost plătite cu monede din aur jubiliare, astfel că monedele au fost destinate circulației efective. Moneda a fost criticată la acea vreme. Spre exemplu, Teodor Filipescu nota în publicația Tribuna, în noiembrie 1906, că „monetă nu e bine executată”.
În cadrul ședinței Camera Deputaților din 19 mai/1 iunie 1906, ministrul Ion C. Grădișteanu a prezentat un proiect de lege privind baterea a încă 20.000 de monede de 50 de lei. Proiectul a fost dezbătut și modificat, fiind incluse și monede de 10 lei și 25 de lei, în cadrul ședinței din 13/26 mai 1906 care prevedea emiterea unei serii de monede de aur destinate uzului public, cu o valoare totală de 2 milioane de lei. În forma inițială, proiectul propunea baterea a 40.000 de monede de 10 lei, 15.000 de monede de 25 de lei și 10.000 de monede de 50 de lei. Ulterior, în ședința Senatului din 23 mai/5 iunie 1906, ministrul de Finanțe a propus modificarea proiectului, sugerând înlocuirea celor 40.000 de monede de 10 lei cu 32.000 de monede de 12,5 lei, precum și majorarea toleranței de la 2 la 3 la mie, argumentând că monedele nu erau destinate circulației, ci salbelor, iar aliajul trebuia să fie mai rezistent. Proiectul a fost votat și admis sub aceasta formă, și a fost promulgat prin înaltul decret regal nr. 2.259 din 31 Mai 1906. De asemenea, compoziția monedelor a fost modificată în 90% aur, 8,5% argint și 1,5% cupru, astfel că această emisiune este mai deschisă la culoare decât cea precedentă. În presa vremii informația că această nouă emisiune nu era destinată circulației ci înlocuirii monedelor străine utilizate de populația rurală pentru confecționarea salbelor a fost menționată în mai multe rânduri.
Astfel, la Monetăria Regală din Bruxelles au fost comandate monede jubiliare în valoare totală de 2.000.000 lei, constând în piese de 12½ lei, 25 lei și 50 lei, iar baterea acestora a început în iunie 1906. Monedele au fost livrate în mai multe tranșe, până la începutul anului 1907, iar primul transport, constând în monede de 50 de lei în valoare de 490.000 de lei, adică 9800 de exemplare, a fost livrat la 1/14 septembrie 1906. Monedele au putut fi achiziționate de către public, la cerere, de la percepții, contra valorii lor nominale sau a monedelor străine deținute în salbe.

### 50 lei 1922

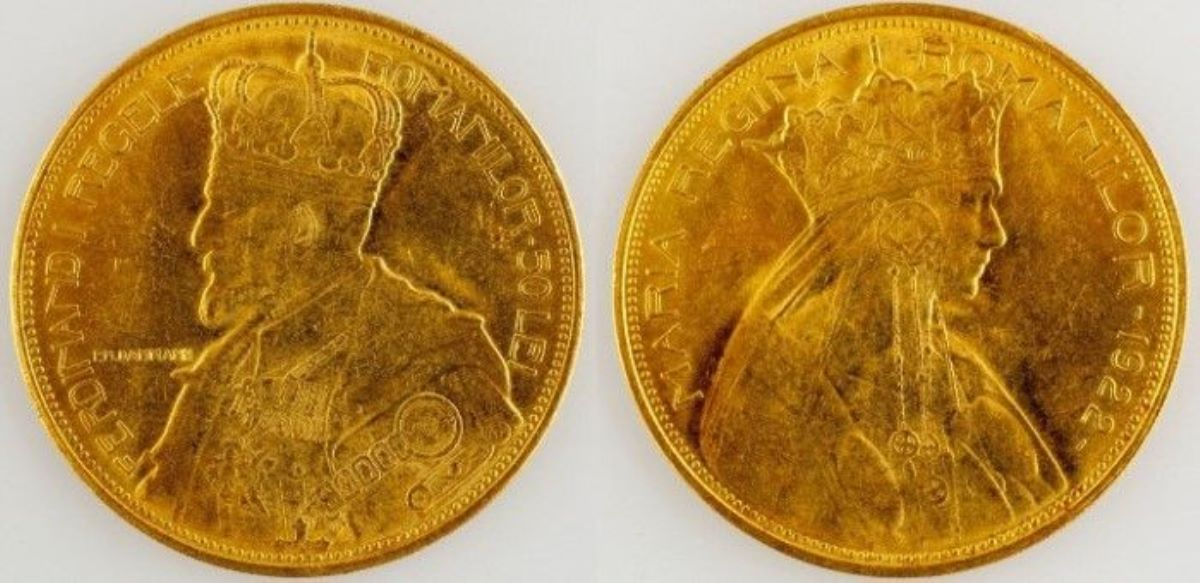
Monedă de 50 lei din 1922

Pentru a comemora 5 ani de la încoronarea de la Alba Iulia din 15/28 octombrie 1922 a regelui Ferdinand I și reginei Maria, Adunarea Deputaților și Senatul, la 24 mai 1927, au votat și adoptat proiectul de lege pentru baterea monedelor de aur cu valori nominale de 20, 25, 50 și 100 de lei, pentru o sumă totală de 18.000.000 de lei aur. Ulterior, la data de 4 iunie 1927, legea a fost sancționată de regele Ferdinand, și a fost promulgată sub titlul oficial: Lege pentru baterea monedelor de aur. Potrivit unui articol din 1928, regele Ferdinand I s-a implicat activ în stabilirea designului monedelor, în ciuda stării sale de sănătate precare, și a adus modificări cu propria sa mână primelor schițe de desen prezentate.
Legea prevedea ca moneda de aur să fie realizată în 105.000 de exemplare la Royal Mint London, materialul urmând a fi furnizat din lingourile aflate în tezaurul Bancii Naționale a României. Specificațiile prevedeau o compoziție de 90% aur, 7,5% argint și 2,5% cupru, o greutate de 16,1290 grame, un diametru de 40 mm și muchia zimțată. Aversul monedei trebuia să înfățișeze efigia regelui Ferdinand I în costum de încoronare, însoțită de inscripția FERDINAND I REGELE ROMANILOR și valoarea nominală, 50 LEI, iar reversul efigia reginei Maria, de asemenea în costum de încoronare, cu inscripția MARIA REGINA ROMANILOR și anul 1922. De asemenea, muchia trebuia să fie zimțată. Baterea trebuia să fie conformă unor modele originale aprobate de Ministerul Finanțelor, iar după terminarea baterii modelele originale urmau a fi predate Ministerului, iar matrițele trebuiau distruse.
La 20 iulie 1927 regele a murit, iar monedele au fost emise postum, în 1928, conform prevederilor legii din 1927, astfel că aversul înfățișa efigia regelui Ferdinand I în costum de încoronare, înconjurat de inscripția FERDINAND I REGELE ROMANILOR - 50 LEI, iar în stânga, în dreptul umărului, se găsea inscripția P.M.DAMMANN, numele gravorului, Paul-Marcel Dammann, totul fiind într-un cerc perlat. Reversul prezenta efigia reginei Maria, de asemenea în costum de încoronare, înconjurată inscripția MARIA REGINA ROMANILOR - 1922 -, totul într-un cerc perlat.
Monedele au fost recepționate de Banca Națională la sfârșitul lunii septembrie 1928 și nu au fost destinate circulației, pentru a se evita acapararea și specularea acestora și au fost rezervate, inițial, unui număr limitat de persoane: marii demnitari ai țării și colecționarii, în schimbul unei valori echivalente în aur, constând în monede românești, din seriile vechi, sau străine. Această decizie a fost criticată pentru că putea, paradoxal, să provoace exact efectul pe care autoritățile încercau să-l evite: acapararea și specularea lor.
Totuși, acestea au putut fi obținute de doritori în schimbul unei valori echivalente în monede din aur ce se aflau pe atunci în circulație, precum napoleoni, mărci germane, lire turcești sau sterline etc.
Un alt argument pentru care acestea nu puteau fi puse în circulație este faptul că valoarea materialului depășea valoarea nominală, un kilogram de aur fiind cotat în iunie 1928 la 108.679 lei.

#### Replica din 2019
La 1 decembrie 2019, Banca Națională a României a emis o replică proof a acestei monede, cu valoarea nominală de 10 lei, ca parte a seriei „Istoria Aurului”. Aceasta a fost realizată din aur cu titlul de 999/1000, având o greutate de 1,224 grame, un diametru de 13,92 mm, muchia zimțată și un tiraj de 1000 de exemplare. Aversul și reversul au fost identice cu cele ale monedei din 1928, cu excepția faptului că:
- pe avers, au fost incuse, pe trei rânduri, inscripțiile ROMANIA, valoarea nominală 10 LEI și anul emisiunii 2019, iar în dreapta acestora, stema României;
- pe revers au fost incuse, pe două rânduri, inscripțiile ISTORIA AURULUI și MONEDA DE 50 LEI 1922.[34]

### 50 lei 1937-1938

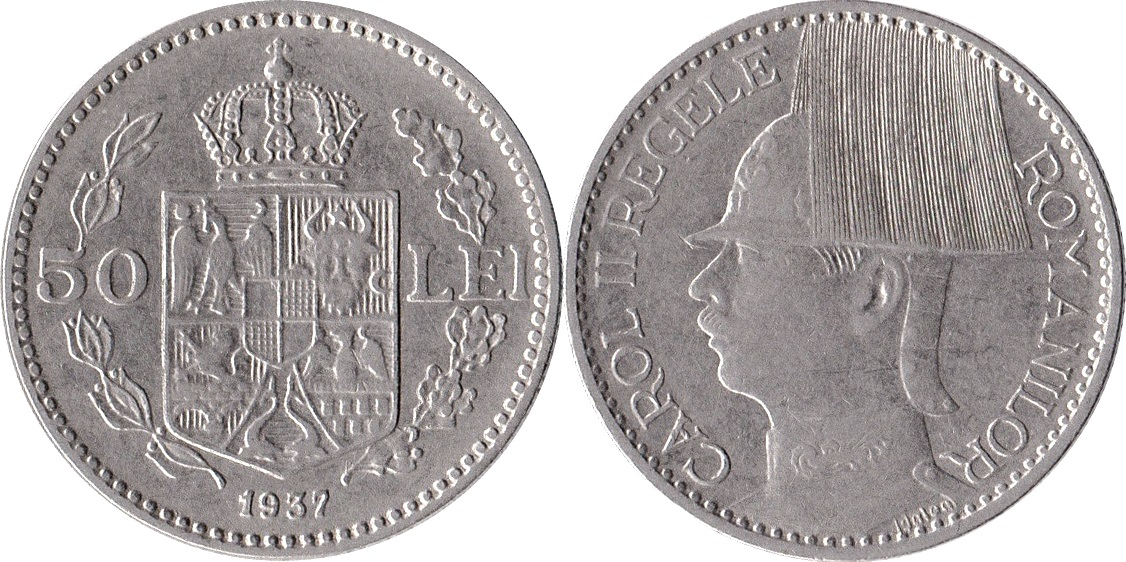
50 lei 1937

Monedele de 50 de lei din 1937-1938 au fost reglementate prin Legea pentru reglementarea emisiunilor de monetă metalică din 22 februarie 1935, publicată în Monitorul Oficial din 23 februarie 1935. Conform acestei legi, acestea urmau să aibă o compoziție din 75% argint și 25% cupru, un diametru de 22 mm, o greutate de 4,5 g și un tiraj de 12.000.000 de bucăți, adică o valoare totală a emisiunii de 600.000.000 lei. În contextul creșterii prețului argintului în decursul anului 1935, a fost emisă Legea pentru modificarea art. 1 din legea pentru reglementarea emisiunilor de monedă metalică din 23 Februarie 1935, publicată în Monitorul Oficial din 20 decembrie 1935, care a modificat compoziția si specificațiile acesteia. Astfel, aceasta urma să aibă o compoziție din 100% nichel, un diametru de 27 mm și o greutate de 8 grame.
Forma finală a fost stabilită prin Jurnalul Consiliului de Miniștri Nr. 2.543 din 1 septembrie 1937, publicat în Monitorul Oficial din 11 septembrie 1937. Astfel, aceasta avea diametru de 24 mm, o greutate de 5,83 g, cu o toleranță admisă de ±2,5%, și o compoziție nichel pur, cu un titlu minim de 97,5%, conținând până la 1,5% cobalt și maximum 1% alte impurități. Aversul prezenta efigia regelui Carol al II-lea, în profil spre stânga, purtând coiful escortei regale, înconjurată de inscripția CAROL II REGELE ROMANILOR. Sub gât, în stânga epoletului, se găsea texul I. Jalea, reprezentând semnătura gravorului, Ion Jalea. Totul era înconjurat de un cerc perlat. Reversul înfățișa stema țării, înconjurată de o ramură de laur în stânga și una de stejar în dreapta, având inscripționat anul emisiunii sub scut și valoarea nominală, 50 LEI, de-o parte și de cealalta a stemei. Ca și pe avers, totul era înconjurat de un cerc perlat. Muchia monedei era zimțată, având 136 de zimți egali.
Emisiunea totală a fost stabilită prin înaltul decret regal Nr. 1.914 din 14 august 1936 la 12.000.000 de monede, cu o valoare totală de 600.000.000 lei. Pentru introducerea lor în circulație, au fost retrase monede divizionare în aceeași sumă, dintre care întreaga cantitate a monedelor de 5 lei din 1930 (300.000.000 lei) și monede de 100 de lei din 1932, în valoare de 40.000.000 lei. Rondelele pentru emisiunea din 1937 a monedelor de 50 lei, precum și pentru cele de 100 lei 1936, au fost achiziționate de la firma Berndorfer Metallwarenfabrik Alfred Krupp A.G. din Berndorf, Austria, contra sumei de 22.500.000 lei. Acestea au fost bătute la Monetăria Națională între 28 iulie 1937 și 30 ianuarie 1938.
La data de 14 februarie 1938, în urma Jurnalului Consiliului de Miniștri nr. 178 din 3 februarie 1938, a început retragerea monedelor de 250 lei din 1935 și înlocuirea acesteia cu monede de 50 și 100 lei, fiind mărită valoarea totală a celor două monede, respectiv 1 miliard de lei pentru cea de 50 lei. Astfel, au mai fost emise încă 8 milioane de monede de 50 lei, cu milesimul 1938, între 1 noiembrie 1938 și 30 decembrie 1938.
Prin Decretul-lege pentru retragerea din circulație a monedelor metalice de 50 și 100 lei și înlocuirea lor prin bilete de 100 lei din 12 august 1941, s-a dispus retragerea acestor monede din circulație, deoarece nichelul, materialul din care erau fabricate, era necesar pentru nevoile apărării naționale. Monedele de 50 și 100 lei au avut putere circulatorie până la 12 octombrie 1941, iar în perioada 13 octombrie – 31 decembrie 1941, au mai putut fi utilizate doar pentru plata impozitelor. Preschimbarea acestora s-a realizat prin casieriile administrațiilor financiare, percepțiile fiscale și sediile Băncii Naționale a României. La începutul anului 1942, întrucât o parte a populației nu reușise să preschimbe în timp util aceste monede, Ministerul Finanțelor a anunțat că monedele de 50 și 100 lei, dar și 1 și 2 lei 1924 puteau fi acceptate la plată de anumite instituții publice și comerciale (precum C.F.R., C.E.C., C.A.M., S.T.B., Gaz și Electricitate), precum și la casieriile administrațiilor financiare și a percepțiilor fiscale, până la 28 februarie 1942. Ulterior, preschimbarea acestor monede a mai fost permisă la sucursalele Băncii Naționale, administrațiile financiare și percepțiile fiscale până la data de 31 martie 1942, după care și-au pierdut definitiv puterea circulatorie.
Monedele retrase au fost demonetizate, iar metalul rezultat a fost recuperat pentru reutilizarea în scopuri militare. Biletele de 100 lei, emise în locul monedelor retrase, nu făceau parte din emisiunea oficială a Băncii Naționale a României, fiind puse în circulație pentru și în numele Ministerului Finanțelor. Acestea urmau să fie retrase și înlocuite cu monedă metalică odată ce condițiile economice permiteau reluarea emisiunii monetare. Din Monetăria Națională - Zece ani de activitate: 1935-1945 rezultă că un procent de 86,3% din însemnele emisiunii au fost prezentate spre preschimbare de cetățeni, însemnând că 2.740.000 de monede de acest tip au rămas la populație, incluzându-le și pe cele pierdute ori distruse accidental.

### 50 lei 1991-1996

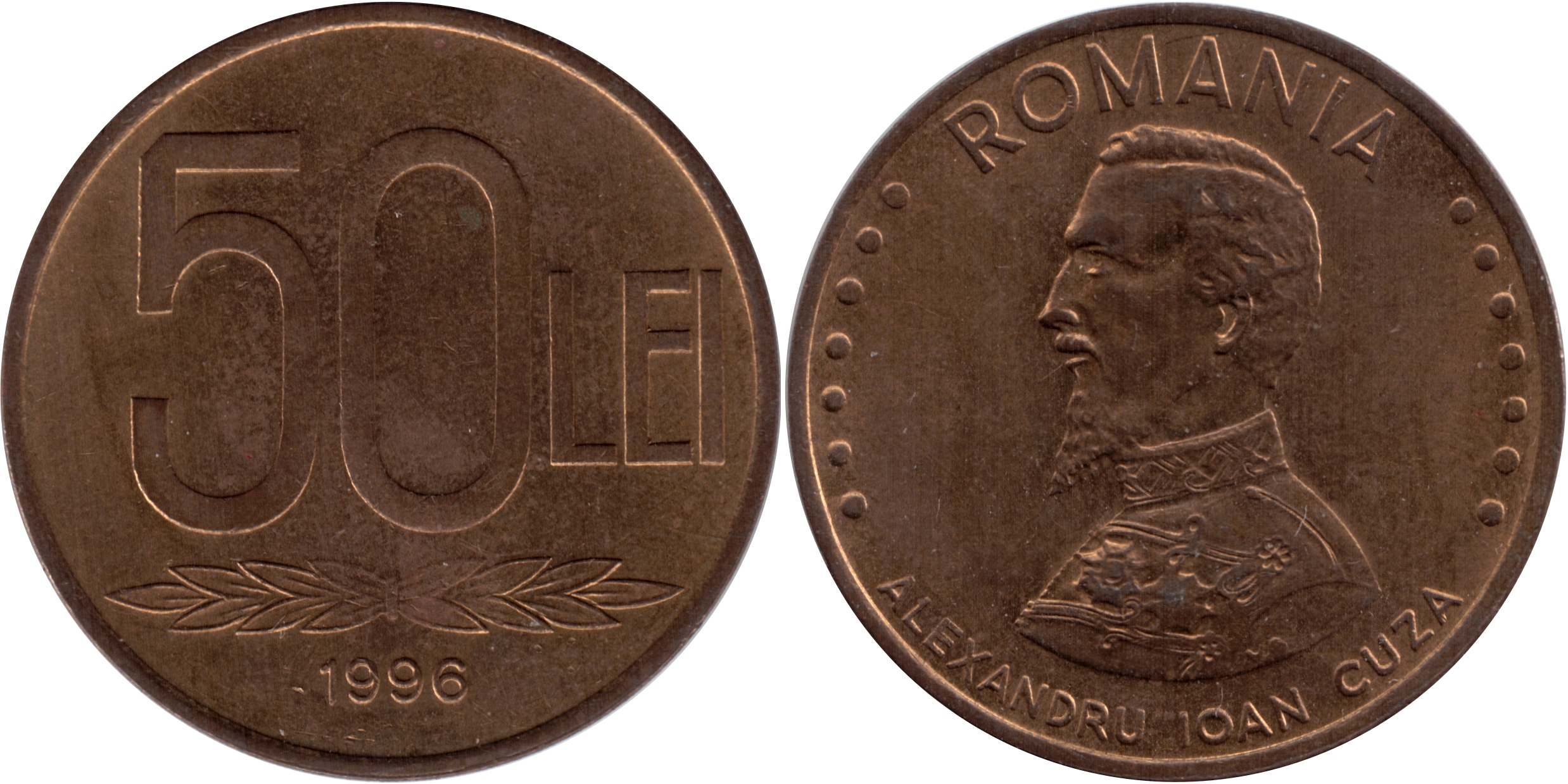
50 lei 1996

Moneda a fost emisă în temeiul Legii nr. 134/1991 și a fost introdusă în circulație la data de 9 septembrie 1991, simultan cu moneda de 20 lei și bancnota de 1.000 lei. Emiterea acestei monede a avut ca scop înlocuirea bancnotei de 50 lei aflate în circulație din perioada regimului comunist, cele două mijloace de plată circulând concomitent pentru o perioadă de timp, până la retragerea bancnotei din circulație.
Acesta era confecționată din oțel placat cu alamă, avea un diametru de 26 ± 0,05 mm, grosimea chenarului de 1,6 ± 0,1 mm, și o greutate de 6 ± 0,05 g. Aversul prezenta efigia domnitorului Alexandru Ioan Cuza, în profil spre stânga, înconjurată de inscripțiile circulare ROMANIA, în partea superioară, și ALEXADRA IOAN CUZA în cea inferioară; între cele două inscripții se aflau două grupuri a câte 7 perle. Pe umăr se găseau inițialele V.G., de la Vasile Gabor, gravorul monedei. Reversul prezenta central valoarea nominală, 50 LEI, susținută de două ramuri de lauri, iar sub acestea se găsea anul emisiunii. Muchia monedei era netedă. Conform presei vremii, la momentul punerii în circulație scoaterea din țară a acestor monede era interzisă.
Moneda a fost emisă anual, între 1991 și 1996, și a avut un tiraj de 29.600.000 în 1991 (estimat), 70.800.000 în 1992 (estimat), 34.600.000 în 1993 (estimat), 30.000.000 în 1994 (estimat), 20.000.000 în 1995 și 4.900.000 în 1996. Ulterior, a mai fost emisă în seturi de monetărie, la calitate proof, în 2000, cu un tiraj de 4.500 de bucăți, 2002 cu 1.500 de bucăți și 2003 cu 2000 de exemplare.
A avut putere circulatorie, de jure, până la 1 iulie 2003, când a fost scoasă din uz, și a putut fi schimbată, ulterior, la sucursalele Băncii Naționale Române până la 30 iunie 2004.

### Monede comemorative

#### 50 lei 1983
Prin Decretul Consiliului de Stat nr. 344 din 30 noiembrie 1981, Banca Națională a Republicii Socialiste România a fost autorizată să emită monede comemorative din aur și argint. Monedele din aur au avut valori nominale de 1000 lei și 500 lei, iar cele din argint, 100 lei și 50 lei. Aceste monede au avut putere circulatorie pe teritoriul Republicii Socialiste România, conform dispozițiilor legale, și au fost destinate atât pieței internaționale, cât și colecționarilor din România. În țară, însă, monedele au putut fi achiziționate în scop numismatic doar de persoanele fizice și juridice care dețineau valută în mod legal.
Din cauza lipsei capacității Monetăriei Statului de a produce monede la standardul „proof” cerut de piața numismatică internațională, România a încheiat un acord cu monetăria privată Franklin din Philadelphia, Statele Unite. Aceasta a primit dreptul de a emite o serie de monede omagiale, România urmând să primească 30 de exemplare din fiecare model și 30% din veniturile obținute din vânzări. Subiectul monedelor comemorative a fost aniversarea a 2050 de ani de la crearea statului dac centralizat și independent sub conducerea regelui Burebista.
Moneda de 50 de lei era realizată din 92.5% argint, avea un diametru de 28 mm și o greutate de 13,88 grame. Aversul prezenta o scenă de luptă între daci și romani, în interiorul unui cerc înconjurat de inscripția circulară •2050•ANI•DE•LA•CREAREA•STATULUI•DAC•CENTRALIZAT•SI•INDEPENDENT•1980•. Reversul prezenta central stema socialistă a României, încojurată de incripția REPUBLICA SOCIALISTA ROMANIA. Anul emisiunii, 1983, era împarțit de-o parte și de cealaltă a stemei. În partea inferioară, sub stemă, se găsea valoarea nominală, 50 LEI. Între stemă și valoarea nominală era trecut un F stilizat, semnul monetăriei Franklin. Muchia acesteia era zimțată. Clifford Schule, un artist american colaborator al Franklin Mint, a fost gravorul monedelor.
În 1982 au fost emise doar monede de 100 și 500 de lei, iar în 1983 monede de 50, 100, 500 și 1000 de lei. Cele emise în 1982 au fost puse în vânzare pe 5 octombrie 1982, iar cele emise în 1983 pe 23 august 1983. Tirajul pentru moneda de 50 de lei a fost de 591 de exemplare.
Matrițele pieselor din 1982 au fost desfigurate și transferate Băncii Naționale a României, iar cele din 1983 au fost distruse. Probele acestor monede se află în colecția Băncii Naționale a României.